# ريتشي باور
ريتشي باور (بالإنجليزية: Richie Power)‏ هو لاعب قذف أيرلندي، ولد في 8 أبريل 1957.